# 韋斯頓狸藻
韋斯頓狸藻（學名：Utricularia westonii）為狸藻屬陸生食虫植物，也是三叉狸藻组（Utricularia sect. Tridentaria）下的唯一种。其种加词“westonii”来源于澳大利亚植物采集者A·韋斯頓博士（Dr. A. Weston），他於1971年首次發現该物种。韋斯頓狸藻為西澳大利亚大角國家公園（Cape Le Grand National Park）的特有種。

## 外部連結
- 食虫植物照片搜寻引擎中韋斯頓狸藻的照片 （页面存档备份，存于）
- Utricularia westonii[]. FloraBase. 西澳政府環境保育局.

 维基共享资源上的相關多媒體資源：韋斯頓狸藻
 維基物種上的相關：韋斯頓狸藻